# 类乌齐寺
类乌齐寺，本名“扬贡寺”，藏语称“查杰玛”或“格培林”，是位于中国西藏自治区昌都市类乌齐县类乌齐镇的一座藏传佛教达隆噶举派寺院。
类乌齐寺的本名为“扬贡寺”，是桑吉温兴建。该寺主殿“查杰玛”建成后，因该殿十分宏伟壮丽，成了该寺的象征，所以藏语常称该寺为“查杰玛”。此外，因该寺建于类乌齐的“纳衣塘”大坝上，故被称作“类乌齐寺”。藏语通常称该寺为“查杰玛”或“格培林”。

## 历史
达隆噶举派是达布噶举派四大支派中的帕竹噶举派的八小支之一，流传至今。“达隆”为地名（旧译“达垄”、“达龙”、“答笼”、“打隆”等等）。西藏称“达隆”的有两个地方，一位于今西藏自治区拉萨市林周县境内，一位于今西藏自治区山南市浪卡子县境内。帕竹·多吉杰布的弟子达隆塘巴·扎西华（1142年－1210年）在位于今林周县境内的彭波的达隆地方兴建了达隆多吉典寺（简称达隆寺）。因为该寺位于拉萨以北，故又称“羌达隆寺”。由此发展而来的教派称“达隆噶举”，扎西华也因此而被称作“达隆塘巴”。
自达隆塘巴·扎西华出任达隆寺法台（俗称“达隆法王”）起，至第四任法台桑吉温（1251年－1296年）时，由于达隆寺内部不和，桑吉温仅担任法台一年便卸任，改由玛庞衮波扎西喇嘛继任为第五任法台。桑吉温离开彭波之后，在康区类乌齐（“类乌齐”意为“大山”）地区寻找地址建寺，1277年在色曲河上游的“纳衣塘”坝上、德钦颇章神山之前，创建了扬贡寺和“萨玛”大殿，并担任第一任法台。后来，法台乌坚贡布在1326年又建成了“查杰玛”大殿（一说查杰玛大殿为1285年桑吉温奠基，1328年在乌坚贡布任法台时期竣工），从而使该寺成为达隆噶举派的两大传承系统之一。彭波的达隆地方的达隆寺传承的达隆噶举被称作“达隆亚塘”（意为“上部达隆”），康区类乌齐寺传承的达隆噶举被称作“达隆玛塘”（意为“下部达隆”）。
西藏和平解放后，该寺被定为西藏自治区文物保护单位。但在文化大革命中，该寺被全部毁掉。1981年，中华人民共和国实行宗教信仰自由政策。1982年，经国家批准，类乌齐寺恢复为宗教活动场所。类乌齐寺在旧址上修复，1982年完工，同年藏历六月四日举行了开光仪式。1985年，类乌齐寺民主管理委员会成立，丁增江措当选为类乌齐寺民主管理委员会主任。1986年，人民政府对类乌齐寺进行了大规模维修，该寺的查杰玛大殿和寺内文物获得了更好的保护。
2006年，查杰玛大殿被列为全国重点文物保护单位。第七世帕确活佛帕确·阿旺洛桑吉美扎巴白桑布由此希望开发类乌齐寺的旅游资源，使该寺成为著名旅游景点，帮助当地群众增加收入。此后，在类乌齐寺僧众及当地政府的共同努力下，类乌齐寺重建了纪念在类乌齐逝世的元朝玛卡太后的时轮佛塔，并且新建了佛陀脚印庙、佛学院学生宿舍楼、伙房等建筑，还争取国家拨款修缮查杰玛大殿。

## 管理

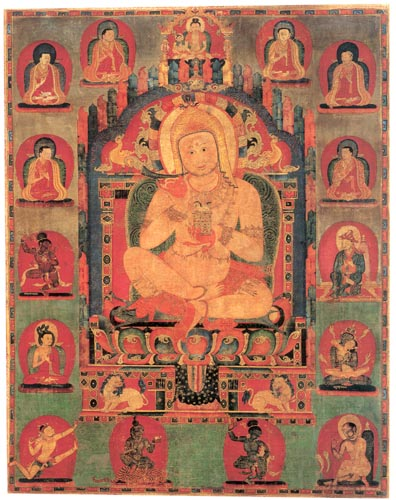
一幅14世纪的唐卡，描绘了类乌齐寺的高僧Jnanatapa

达隆寺和类乌齐寺的创建者均出自噶斯家族，其法台以“温举”（家族子侄继承）的方式传承。类乌齐寺的法台自噶斯·桑吉温开始，到2000年代的寺主丁增江措（为中国佛教协会西藏分会常务理事），已传承了二十三代。至第十二代法台时，类乌齐寺形成了活佛转世系统，主要活佛系统有吉仲活佛、帕确活佛（旧译“庞球活佛”）、夏仲活佛这三大活佛系统。此外还有一个小的活佛系统。
类乌齐寺在藏区的政教地位受到中国中央王朝的重视。据传，元朝泰定帝在位时，太后玛卡赴藏区朝圣，途经类乌齐寺时，将自己一半财产供养该寺。明朝洪武年间，朱元璋封类乌齐寺第三任法台曲吉·杰哇坚赞为国师，并赐以封册、印信、斗篷、红顶珠帽等，当时该寺所属民众达1万户，僧人达6000余人。清朝雍正帝赐封第十三任法台庞球·阿旺加为“诺门汗呼图克图”，并赐金册、金印。清朝还御封第二十一任法台衮噶朗杰为“诺门汗呼图克图”。1855年，廓尔喀人侵入西藏时，清军自四川进入西藏，当时类乌齐寺选派了150位青壮年喇嘛随清军参战。
类乌齐寺为康区影响最大的寺院之一，曾经长期掌握类乌齐地方的政教权力。类乌齐寺作为下部达隆的主寺，有属寺58座，分布于昌都、青海、四川、云南等地。类乌齐寺曾经有常住僧人25000多人，到20世纪中叶尚有2000人，到2000年代有喇嘛300多人。

## 宗教活动
在修建该寺的查杰玛大殿的过程中，形成了类乌齐地区的传统节日“仲确节”。“仲确节”起始于1326年（一说为1328年，见上文查杰玛大殿竣工时间的不同说法），最初是查杰玛大殿竣工时，为酬谢修建查杰玛大殿的僧众及工匠而举办的宗教节日。后来“仲确节”逐渐变成了以民间物资交易为主，既举办宗教仪式，又举办文娱活动的类乌齐地区民间传统节日。“仲确节”每年藏历六月十五日开始举办，持续一个月。节日期间，类乌齐寺举办宗教仪式，当地民众集体朝拜德青颇章神山，各地商人云集此地开展贸易，民众还举办文娱及赛马等活动。
该节日1984年恢复举办，此后规模逐渐扩大。2004年类乌齐县人民政府主办了“仲确节”，参加集贸的人数达到4万人，成交金额达数百万元，同时文娱活动也超过了以往任何一届，举办了赛马、赛车、拔河、抱沙袋等体育活动，并从丁青县请来热巴舞演员表演，类乌齐当地群众则跳了卓舞和羌姆舞。2004年之后几年，“仲确节”仍由民间自办，每年仍然有上万人参加。
类乌齐寺每年夏季跳神时，第一天跳“玛尔羌姆”，第二天跳戴面具的众本尊法舞，第三天跳护法神舞。

## 建筑
类乌齐寺最初兴建时，请了藏族、汉族、尼泊尔工匠，故该寺建筑风格融合了藏、汉、尼泊尔的建筑风格。类乌齐寺的“查杰玛”大殿是该寺最雄伟的建筑。类乌齐当地有土谚称：“朝拜过大昭寺，再朝拜查杰玛大殿。”如今，查杰玛大殿内藏有佛像1000多尊，唐卡300多幅，以及许多佛经和其他物品，其中包括上百件国家一级文物、国家二级文物。
查杰玛大殿主体建筑高30米，为三层，上有金顶，各层由不同颜色绘饰：
- 条花殿：为查杰玛大殿第一层，墙高13.5米，外墙以红色、白色、黑色颜料涂成竖形纹饰，每道竖条1米多宽，每面墙各有35道竖条。殿内有大柱子64根，柱高15米。条花殿内供奉了许多佛塑像、菩萨塑像，并挂有众多唐卡。据说历史上条花殿内曾有佛像四万多尊。2000年代有1054尊大小佛像。[1][2][5]
- 红殿：为查杰玛大殿第二层，外墙涂红色，楼高9米。红殿内的两面墙上绘有噶举派历代祖师及高僧像。[1][2]
- 白殿：为查杰玛大殿第三层，外墙涂白色，楼高5米。殿顶有金顶。[1][2]

白殿内珍藏着类乌齐寺的众多珍宝。其中主要有：
- 释迦牟尼紫金像：相传为桑吉温在建寺之时自上部达隆带来，据说该佛像内藏有佛祖的舍利及一节指骨。[1][2]
- 唐卡：元朝、明朝、清朝时期的唐卡54幅，其中还有2幅大型丝绣唐卡。[1][2]其中一幅大唐卡，长约3米，宽约1.5米，色彩鲜艳，描绘了苦行僧米拉日巴的一生。[8]
- 佛经：用金汁、银汁书写，其中5部用纯金汁在靛青纸上抄写的佛经已有900多年历史。[1][2]
- 印度菩提伽耶塔像：1尊，据传用龙泥塑造的，据称已有2400年历史。[1][2]
- 嘎丹塔：3座，以乌铜制造，据称已有1000多年历史。[1][2]
- 佛像：212尊，来自西方及尼泊尔、乌苌国、克什米尔、汉地及西藏。[1][2]
- 雍正帝赐物：清朝雍正帝赐的缎子座后屏1件、象牙碗1只、象牙狮1只、象牙桌面1块。[1][2]
- 五世达赖的物品：五世达赖的金银镶嵌茶壶1只、大象牙1只。[1][2]
- 格萨尔王及其大将的物品：格萨尔王的镀金马鞍1套。[1][2]这套九龙腾金马鞍具，出自类乌齐寺创始人桑吉温的银质灵塔中，已被文物部门认定为国家一级文物。[8]此外还有格萨尔王的部下大将德玛、兴巴、囊俄的马鞍具及大将江色等人的宝剑2柄。[1][2]
- 大型银塔：3座。[1][2]
- 铁质霹雳三角剑：2柄。[1][2]
- 铁质霹雳金刚杵：1支。[1][2]

除了上述物品之外，类乌齐寺还珍藏着清朝雍正六年（1728年）驻藏大臣协理周瑛题写的“法振西陲”匾额，据说该匾额原是由6块木板组成，现存仅4块木板。
查杰玛大殿平面呈正方形，整个大殿高47.1米，长52.4米，宽48.4米。底层周围设有许多转经筒。查杰玛大殿下宽上窄，红殿和白殿逐渐向内收。